# Gauliga Mitte 1940/41
Die Gauliga Mitte 1940/41 war die achte Spielzeit der Gauliga Mitte im Fußball. Die Meisterschaft sicherte sich der 1. SV 03 Jena mit sieben Punkten Vorsprung vor dem SV Dessau 05. Die Thüringer qualifizierten sich für die Endrunde um die Deutsche Meisterschaft, schieden dort aber wiederholt bereits nach der Gruppenphase aus. Den einzigen Abstiegsrang belegte der SC 10 Apolda, bedingt durch die Wieder-Aufstockung der Liga auf zehn Vereine für die nächste Saison. Aus den jeweiligen Bezirksklassen stiegen der Hallesche FC Wacker, der SC Erfurt 95 sowie der Dessauer SV 98 auf.

## Resultat-Kreuztabelle
Schon früh, am 23. Februar 1941, fiel die Meister-Entscheidung dieser Saison. Tabellenführer 1. SV Jena feierte auswärts einen 3:2-Sieg beim einzig ernsthaften Kontrahenten im Dessauer Schillerpark und bescherte sich somit schon mitten im Winter den Titel. Dabei war der Titelverteidiger nach den Abgängen seiner Vorjahrs-Stützen Gärtner und Gräbsch etwas sorgenvoll in die Saison gestartet. Aber wie sich zeigte, relativierte sich diese Annahme eindrucksvoll. Lediglich die offensiv dürftige Tor-Ausbeute der Jenenser, ließ etwas zu wünschen übrig.
| 1940/41          | 1. SV Jena | Dessau 05 | Thüringen Weida | Cricket Viktoria | SpVgg 1910 Zeitz | VfL Halle 96 | 1. SV 04 Gera | SC 1910 Apolda |
| ---------------- | ---------- | --------- | --------------- | ---------------- | ---------------- | ------------ | ------------- | -------------- |
| 1. SV Jena       | 1          | 4-0       | 2-0             | 1-0              | 5-1              | 8-1          | 3-0           | 6-0            |
| Dessau 05        | 2-3        | 2         | 6-5             | 2-0              | 2-3              | 4-0          | 9-1           | 11-2           |
| Thüringen Weida  | 0-1        | 1-3       | 3               | 2-1              | 3-2              | 3-2          | 4-2           | 4-1            |
| Cricket Viktoria | 0-1        | 3-1       | 1-1             | 4                | 5-1              | 3-1          | 0-0           | 8-0            |
| SpVg Zeitz       | 1-3        | 1-7       | 4-0             | 3-1              | 5                | 6-2          | 3-2           | 3-1            |
| Halle 96         | 6-2        | 0-2       | 1-2             | 2-1              | 1-1              | 6            | 2-1           | 1-1            |
| 1. SV Gera       | 0-1        | 1-1       | 2-1             | 4-5              | 3-2              | 1-1          | 7             | 0-3            |
| SC Apolda        | 1-3        | 1-3       | 1-3             | 0-2              | 6-1              | 1-3          | 2-3           | 8              |

## Abschlusstabelle

1. SV 03 Jena -
8. Gauliga-Mitte-Meister 1940/41

| Pl. | Verein                          | Sp. | S  | U | N  | Tore    | Quote | Punkte |
| --- | ------------------------------- | --- | -- | - | -- | ------- | ----- | ------ |
| 1.  | 1. SV 03 Jena (M)               | 14  | 13 | 0 | 1  | 043:120 | 3,58  | 26:20  |
| 2.  | SV Dessau 05                    | 14  | 9  | 1 | 4  | 053:250 | 2,12  | 19:90  |
| 3.  | FC Thüringen Weida              | 14  | 7  | 1 | 6  | 029:290 | 1,00  | 15:13  |
| 4.  | FuCC Cricket-Viktoria Magdeburg | 14  | 6  | 2 | 6  | 030:190 | 1,58  | 14:14  |
| 5.  | SpVg 1910 Zeitz (N)             | 14  | 6  | 1 | 7  | 032:410 | 0,78  | 13:15  |
| 6.  | VfL Halle 1896                  | 14  | 4  | 3 | 7  | 023:360 | 0,64  | 11:17  |
| 7.  | 1. SV 04 Gera                   | 14  | 3  | 3 | 8  | 020:370 | 0,54  | 09:19  |
| 8.  | SC 10 Apolda (N)                | 14  | 2  | 1 | 11 | 020:510 | 0,39  | 05:23  |

| (M) | Titelverteidiger                                      |
| (N) | Aufsteiger aus der Bezirksklasse, (Bereichsklasse II) |

## Aufstiegsrunde
Erst nach Abschluss der Aufstiegsrunde, wurde die Gauliga Mitte 1941/42, offiziell auf zehn Teilnehmer-Vereine aufgestockt. Somit erhielten alle drei Vereine das direkte Aufstiegsrecht zugesprochen. Dementsprechend stieg auch nur der Gauliga-Letztplatzierte, der SC 1910 Apolda ab. Dem Dessauer SV 98 wurde erst am Mittag des 4. Mai, knapp eine Woche nach dem ursprünglichen Beginn der Relegations-Runde am 27. April, das endgültige Startrecht zugeteilt, da der Titelträger-Status der 1. Klasse Magdeburg-Anhalt 1940/41 aufgrund eines Einspruchs, sportrechtlich lange umstritten war.

Der FV Fortuna Magdeburg wurde nachträglich zum Vizemeister erklärt und musste, (nachdem der Verein schon zwei Aufstiegsspiele absolviert hatte, welche dann aber nachträglich annulliert wurden), 
 auf eine weitere Teilnahme verzichten.
Gespielte Spiele: 6 / Erzielte Tore: 15 / Ausspielung: 11.05. - 29.06.1941
| Platz | Verein                                                           | Spiele        | Tore          | Quote         | Punkte        |
| ----- | ---------------------------------------------------------------- | ------------- | ------------- | ------------- | ------------- |
| 1.    | Hallescher FC Wacker 1900 (Sieger Bezirksklasse Halle-Merseburg) | 4             | 7:4           | 1,75          | 7:1           |
| 2.    | Dessauer SV 98 (Zweiter Bezirksklasse Magdeburg-Anhalt)          | 4             | 4:5           | 0,80          | 3:5           |
| 3.    | SC Erfurt 1895 (Sieger Bezirksklasse Thüringen)                  | 4             | 4:6           | 0,67          | 2:6           |
| 4.    | FV Fortuna Magdeburg (Sieger Bezirksklasse Magdeburg-Anhalt)     | zurückgezogen | zurückgezogen | zurückgezogen | zurückgezogen |

## Deutsche Fußballmeisterschaft
Gruppenphase / Untergruppe 2a
| Pl. | Verein         | Sp. | S | U | N | Tore    | Quote | Punkte |
| --- | -------------- | --- | - | - | - | ------- | ----- | ------ |
| 1.  | Hamburger SV   | 4   | 3 | 1 | 0 | 009:500 | 1,80  | 07:10  |
| 2.  | 1. SV 03 Jena  | 4   | 1 | 1 | 2 | 009:800 | 1,13  | 03:50  |
| 3.  | VfB Königsberg | 4   | 1 | 0 | 3 | 006:110 | 0,55  | 02:60  |